# Chassalia ridleyi
Chassalia ridleyi là một loài thực vật có hoa trong họ Thiến thảo. Loài này được (King) A.P.Davis mô tả khoa học đầu tiên năm 2008.